# Strychnos ternata
Strychnos ternata är en tvåhjärtbladig växtart som beskrevs av Ernest Friedrich Gilg och Leeuwenb.. Strychnos ternata ingår i släktet Strychnos och familjen Loganiaceae. Inga underarter finns listade i Catalogue of Life.